# Grand Noir du Berry
Grand Noir du Berry, (tiếng Pháp: Ân grand noir du Berry), là một giống lừa nhà có nguồn gốc từ khu vực lịch sử Berry, ở miền trung nước Pháp. Giống lừa này đặc biệt gắn liền với thị trấn Lignières và các khu vực lân cận của các tỉnh Cher và Indre. Nó được tìm thấy chủ yếu ở các khu vực này và trong các khu vực của Nièvre và Allier, nhưng được phân bố qua phần lớn miền trung và miền bắc nước Pháp. Grand Noir du Berry đã được sử dụng trong quá khứ trong cả hai công việc nông nghiệp, đặc biệt là trong vườn nho, và cho vận chuyển sà lan trên các kênh rạch của khu vực.
Lừa Grand Noir du Berry có kích thước 1.35–1.45 mét (53–57 in) đối với con đực, và con cái tối thiểu là 1.30 m (51 in).

## Lịch sử
Nguồn gốc của Grand Noir du Berry không rõ. Từ đầu thế kỷ XX trở đi, có nhiều tài liệu hướng dẫn sử dụng trong nông nghiệp, khai thác và vận chuyển sà lan. Hiệp hội các nhà lai tạo, Hiệp hội Française de l'Âne Grand Noir du Berry, được thành lập vào năm 1993 và vào tháng 1 năm 1994 giống này đã được Bộ Nông nghiệp và Haras Nationaux chính thức công nhận. Hiệp hội duy trì cuốn sách về giống cho giống lừa này.
Năm 1994 có 100 loài động vật được đăng ký trong cuốn sách về giống; số lượng lừa Grand Noir du Berry hiện tại là khoảng 1300 con.